# 林建宽
林建宽

## 生平
1972年出生于新加坡，自小学习小提琴，1994年留学美国，先后毕业于新英格兰音乐学院和伊士曼音乐学院，师从萨克斯风演奏家Kenneth Radnofsky和Ray Ricker。2002年担任罗彻斯特大学伊士曼音乐学院教授。

## 家庭
目前和妻子倪碧琳生活在美国罗彻斯特。